# تلمبه جنگل‌داری شماره ۲
تلمبه جنگل‌داری شماره ۲ یک منطقهٔ مسکونی در ایران است که در دهستان زیدآباد واقع شده‌است.